# Wamé
Wamé o Ouamé es una comuna rural de Níger perteneciente al departamento de Damagaram Takaya en la región de Zinder. En 2012 tenía una población de 43 568 habitantes, de los cuales 22 125 eran hombres y 21 443 eran mujeres.
Es una comuna habitada principalmente por nómadas fulanis que se dedican al pastoreo en esta zona del Sahel. La localidad se desarrolló a principios del siglo XX, cuando los colonos franceses decidieron establecer aquí un cantón para dar servicios administrativos a los nómadas de la zona. Sin embargo, durante mucho tiempo el cantón pasó a administrarse en la práctica desde el vecino pueblo de Dakoussa, donde la jefatura tradicional tenía su sede, lo que limitó el desarrollo de Wamé hasta las reformas territoriales de principios del siglo XXI.
La localidad se ubica unos 50 km al noroeste de la capital departamental Damagaram Takaya y unos 50 km al norte de la capital regional Zinder.